# Arkadi Chvetsov
 (avril 2008).
Si vous disposez d'ouvrages ou d'articles de référence ou si vous connaissez des sites web de qualité traitant du thème abordé ici, merci de compléter l'article en donnant les références utiles à sa vérifiabilité et en les liant à la section « Notes et références ».
Arkadi Dmitrievitch Chvetsov (en russe : Аркадий Дмитриевич Швецов, Shvetsov dans la transcription anglaise), né le 13 janvier 1892 (25 janvier dans le calendrier grégorien) à Nijnie Sergui près de Iekaterinbourg et mort le 19 mars 1953 à Moscou, est un  constructeur soviétique de moteurs aéronautiques.

## Les premiers moteurs
Chvetsov développa en 1923 avec son bureau d'études le moteur d'avion (V12) M-8 RAM. Il se tourna cependant rapidement vers les moteurs en étoile. En 1925, commença la production du moteur M-11 de 5 cylindres en étoile. Il fut le premier en Union soviétique à utiliser l'aluminium pour les culasses de cylindres. Ce type de moteur, après de nombreuses modifications, était encore fabriqué dans les années 1980. Il équipa entre autres le  Polikarpov Po-2 et fut l'un des moteurs d'avion le plus souvent employé.

## Aviadvigatel
En 1934 il fonda la société Aviadvigatel dont il fut l'ingénieur en chef et qui travailla étroitement avec la Perm Engine Company. Il construisit pendant la Seconde Guerre mondiale des moteurs d'avion dérivés de moteurs étrangers (Gnome et Rhône) comme :
- le ASh-62[1] qui équipa l'Antonov An-2,
- le ASh-73TK (destiné au Tupolev Tu-4)
- et le ASh-82 qui équipa entre autres le Lavotchkine La-5[2].

## Distinctions
Arkadi Chvetsov reçut de nombreuses distinctions, dont :
- Héros du travail socialiste
- Cinq fois l'ordre de Lénine
- Ordre du Drapeau rouge du Travail
- Ordre de Souvorov
- Ordre de Koutouzov
- Quatre fois le prix Staline : 1942, 1943, 1946 et 1948